# Lifou
Lifou (Drehu [dʒe'u] in der örtlichen Sprache gleichen Namens) ist mit etwa 1200 km² Fläche das größte gehobene Atoll der Loyalitätsinseln (frz.: Îles Loyauté) im südpazifischen Neukaledonien. Auf der Insel befinden sich teilweise mit Wasser gefüllte Tropfsteinhöhlen.

## Allgemeines
Umgangssprache der 9195 Einwohner der Insel ist die ozeanische Sprache Drehu, die größte Regionalsprache Neukaledoniens. Gleichberechtigt daneben wird allgemein die Amtssprache Französisch verstanden und benutzt.
Die Insel ist in drei Häuptlingsbezirke aufgeteilt, deren Grenzen von der Baie de Châteaubriand im Osten der Insel aus in gerader Linie nach Nordwesten bzw. Südwesten verlaufen. Dabei handelt es sich um die Distrikte Wetr (Sitz: Hnathalo) im Norden, Gaïca (Sitz: Drueulu) im Westen und Lössi (Sitz: Mu) im Süden. Zu Lössi und damit auch zur Gemeinde Lifou gehören auch die 34 km weiter östlich gelegene Insel Tiga und die mit 1,85 km² kleinere und 11 km Distanz näher gelegene Île Vauvilliers, ebenso wie die kleineren, südlich von letzterer gelegenen Inseln Oua und Léliogat.

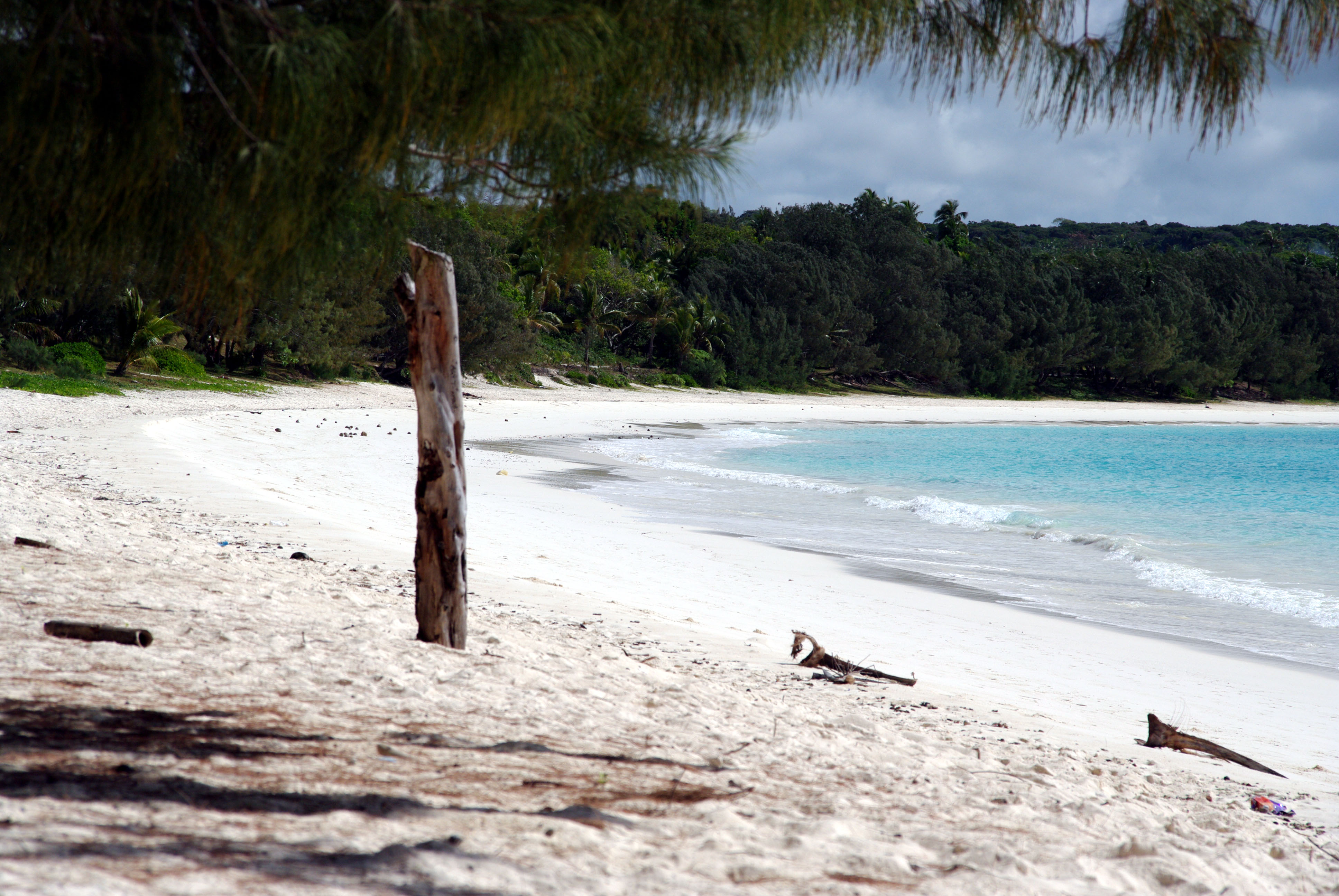
Strand von Wé

Wé, Hauptort der Provinz der Loyalitätsinseln und Verwaltungszentrum von Lifou, besteht aus den an der Ostküste entlang der Baie de Châteaubriand liegenden Stämmen (Tribus) Luecila, Qanono und Hnasse. An der Grenze der drei Häuptlingsbezirke gelegen war Wé früher oft Kampfplatz. Hier wurde 1842 durch den protestantischen Missionar Fao die erste Missionsstation der Insel errichtet. Von Wé gibt es Fährverbindungen nach Nouméa (5 Stunden), Maré und Ouvéa (jeweils 2 Stunden).
Der Flughafen Lifou befindet sich bei der Siedlung Wanaham (alternative Schreibweise: Ouanaham) etwa 20 km nördlich von Wé und bietet regelmäßig Linienverbindungen nach Nouméa und den drei anderen bewohnten Loyalitätsinseln.

## Bevölkerung
Der Zensus 2019 ergab 9195 Einwohner, die sich aus folgenden Ethnizitäten zusammensetzen:
| Ethnische Verteilung | Ethnische Verteilung | Ethnische Verteilung | Ethnische Verteilung | Ethnische Verteilung |
| -------------------- | -------------------- | -------------------- | -------------------- | -------------------- |
| Kanaken              | Europäer             | Gemischt             | Polynesier           | Andere               |
| 94,4 %               | 2,7 %                | 1,7 %                | 0,1 %                | 1,1 %                |

## Geschichte
Anfang des 19. Jahrhunderts wurde Lifou von Walfängern und Sandelholzhändlern für die Provisionsbeschaffung aufgesucht, ab 1842 kamen die ersten protestantischen Missionare auf die Insel, ab 1858 folgten katholische Prediger. Die religiösen Konflikte fanden 1864 in der Schlacht von Chépénéhé zwischen protestantischen Melanesiern und (katholischen) französischen Truppen des Gouverneurs Charles Guillain ihren Höhepunkt. Die Evangelisation brachte profunde Veränderungen für das Leben der einheimischen Bevölkerung: Einführung der Monogamie und religiöse Kontrolle der ehelichen Beziehungen, Verbot der Nacktheit, Verbot des Kannibalismus, Befriedung der kriegerischen Auseinandersetzungen unter den Clans, Alphabetisierung und Unterricht der französischen Sprache sowie die Verbreitung sportlicher Aktivitäten wie Cricket bei den Frauen und Fußball bei den Männern. Ansonsten wurde die traditionelle Lebensweise der Einheimischen und ihr Land durch die Einführung von Totalreservaten auf den Loyalitätsinseln im Jahr 1868 geschützt.

## Höhlen
Auf Lifou befinden sich zahlreiche Karsthöhlen – 23 weisen eine Länge von über 75 m auf – darunter auch die längste Höhle Neukaledoniens: die Grotte de Hnanawae mit einer Gesamtlänge von über 11.000 m. Sie enthält Höhlengemälde der ersten Inselbewohner vor rund 2000 Jahren. Die zweitlängste Höhle des Archipels, die Grotte d'Anthepe, weist eine Länge von 9811 m auf und die Grotte de Jintresij eine Länge von 5280 m, davon sind 1033 m unterirdische Flüsse. Die Grotte de Hnatresij ist ein unterirdischer Fluss von 2330 m Länge. In der 1710 m langen Grotte d'Inegoj befindet sich ein See von 30 m Durchmesser.

## Tourismus
Die Regierung von Neukaledonien strebt an, den Tourismus als potentiell wichtigsten Wirtschaftssektor der Loyalitätsinseln besonders zu fördern. Das erste größere Hotel der Insel, das 1996 eröffnete Drehu Village am Strand von Wé, wurde durch staatliche Unterstützung in Form von Steuererleichterungen errichtet.  Ende 2018 wurde mit dem Bau einer Luxus-Hotelanlage, dem Wadra Bay Resort, an einer künstlich geschaffenen Lagune im Süden von Lifou begonnen. Das 3,5 Milliarden CFP-Francs-Projekt wurde durch einen staatlichen Kredit, einen Zuschuss der Provinz von einer Milliarde CFP-Francs und Steuererleichterungen von 50 % finanziert und Ende 2022 eröffnet. Anschließend wurden von der Regierung Werbekampagnen mit dem international bekannten Fußballspieler Christian Karembeu betrieben, um die Attraktionen der Insel bekannt zu machen, wie u. a. die natürlichen Schwimmbecken am Cap des Pins.

## Erneuerbare Energie
Lifou verfügte Ende 2022 über neun Photovoltaikanlagen, die 75 % des Energiebedarfs der Insel decken. Bis 2024 soll mit einer weiteren PV-Anlage 100 % des Energiebedarfs erreicht werden. Durch Batterien wird der Strom für die Nacht und Zeiten ohne Sonnenschein gespeichert. Für Notfälle wie Zykloneinwirkungen bleibt das Wärmekraftwerk erhalten, das jedoch mit Biokraftstoff betrieben werden soll. Lifou ist damit Vorbild für den Rest Frankreichs, wo die erneuerbare Energie erst 20 % des Gesamtbedarfs ausmacht.

## Persönlichkeiten
Die ehemaligen französischen Fußballnationalspieler Jacques Zimako und Christian Karembeu wurden auf der Insel geboren. Die aktuelle neukaledonische Fußballspielerin Céline Xolawawa, wurde zwar auf der Insel geboren, wuchs aber in Frankreich auf.

## Karten

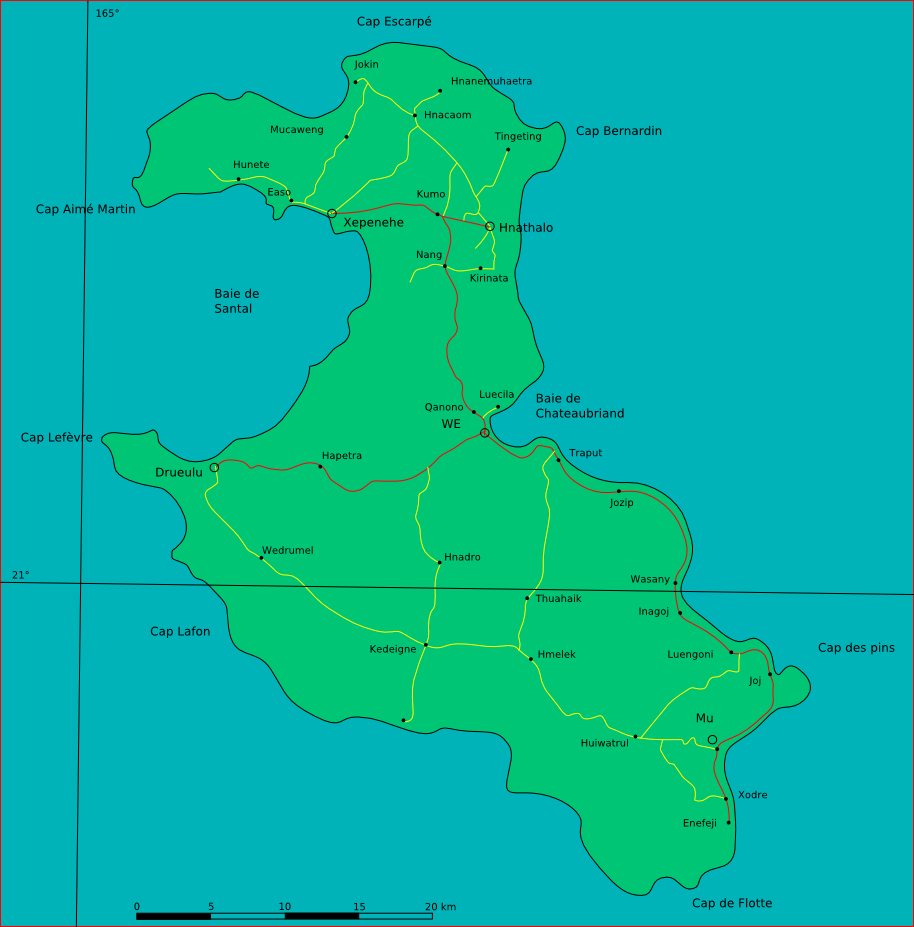
Aktuelle Kartenskizze
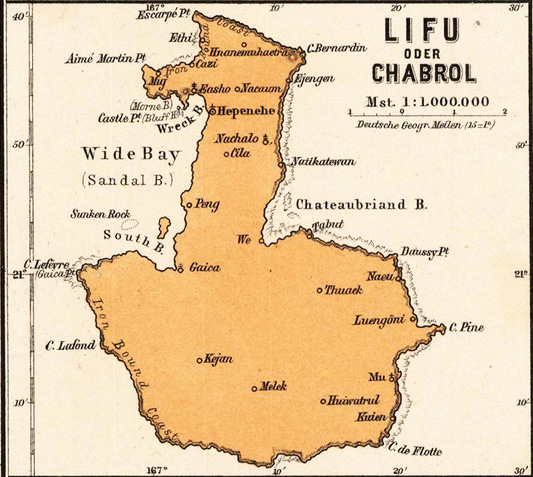
Karte von 1870
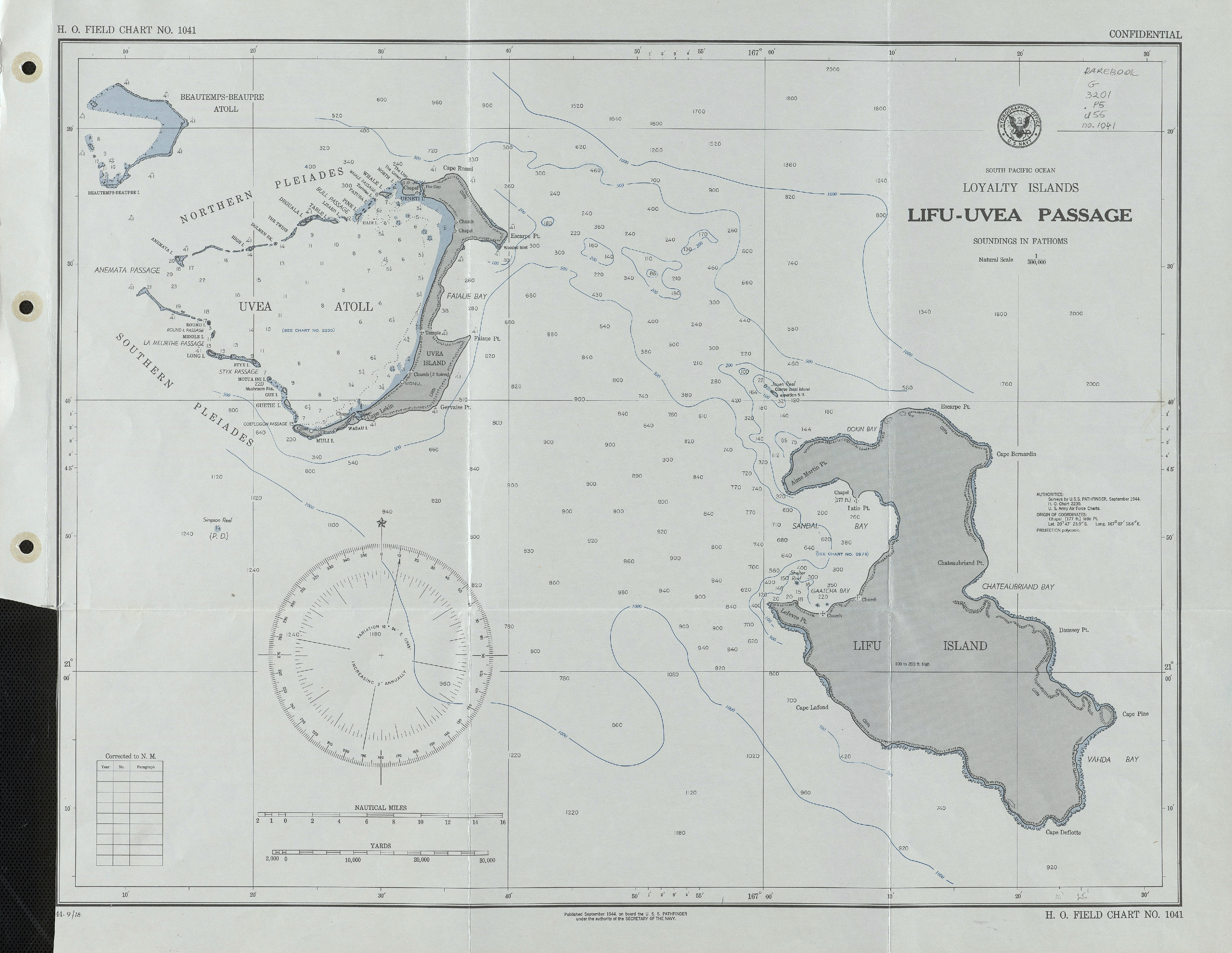
Seekarte von 1944
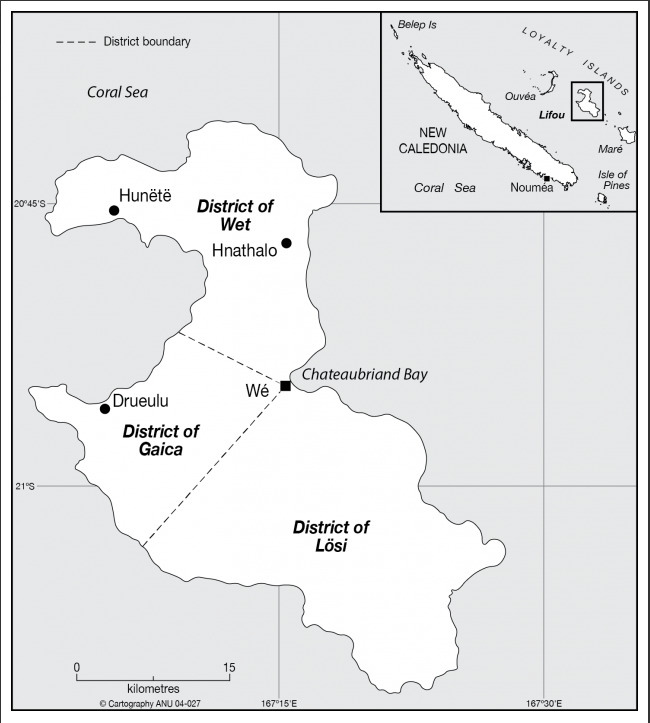
Karte der Distrikte